# Наочно-образне мислення
Нао́чно-о́бразне ми́слення — вид мислення, що характеризується опорою на уявлення та образи.
При наочно-образному мисленні ситуація перетвориться в плані образу або уявлення. Характерне для дошкільнят (4–7 років), які мислять наочними образами: щоб думати, вони повинні сприймати й уявляти об'єкти, явища, подані в задачі. Мислення дошкільнят зберігає зв'язок із практичними діями, але не настільки тісно, як раніше. Під час аналізу чи синтезу предмета вони не завжди беруть його в руки, не маніпулюють ним, оскільки здатні його сприймати й уявляти. Граючись у шофера, їм не обов'язково мати в руках кермо.
Образне мислення властиве художникам, модельєрам, конструкторам, інженерам, режисерам.
У психології прийнято розрізняти види мислення за змістом: наочно-дійове, наочно-образне та абстрактне мислення; за характером задач: практичне і теоретичне мислення; за ступенем новизни й оригінальності: репродуктивне (відтворювальне) і творче (продуктивне) мислення.
Наочно-дійове, наочно-образне та словесно-логічне мислення розглядають як етапи розвитку мислення у філогенезі та онтогенезі.